# Relaciones Argentina-Costa Rica
Las relaciones Argentina-Costa Rica se refieren a las relaciones oficiales entre la República Argentina y la República de Costa Rica. 

## Historia
Se iniciaron en 1862 con el intercambio de notas autógrafas entre los gobernantes de ambos países, y se formalizaron en el ámbito diplomático en 1880, mediante el nombramiento de José Agustín de Escudero como Ministro Residente de Costa Rica en Buenos Aires. El primer agente consular de la República Argentina en Costa Rica fue José María Castro Fernández, reconocido como Cónsul de ese país en 1883, y el primer agente diplomático el ministro Plenipotenciario Federico Quintana, quien presentó credenciales el 18 de agosto de 1919. Durante la administración del Presidente Rodríguez, las relaciones entre Costa Rica y la Argentina se han caracterizado por su espíritu de cordialidad y cooperación.

## Relaciones diplomáticas
- Costa Rica tiene una embajada en Buenos Aires.[2]
- Argentina tiene una embajada en San José.[3]